# Edicto de Latinidad de Vespasiano

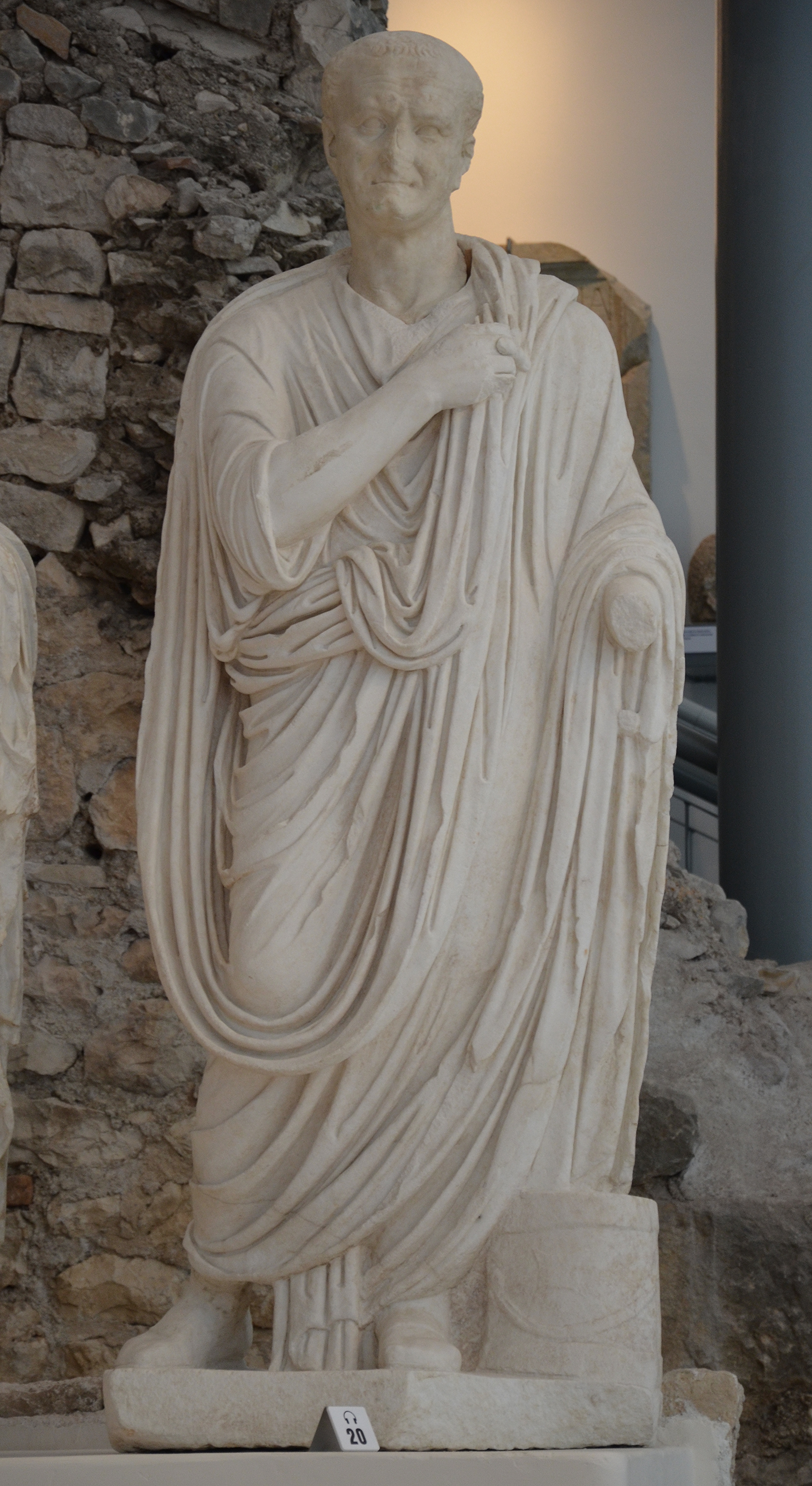
Vespasiano, emperador que emitió el edicto de latinidad en favor de las provincias hispanas.

El Edicto de Latinidad de Vespasiano es un decreto imperial que otorgaba el ius latii, el derecho de la ciudadanía latina, a las provincias hispanas del Imperio romano.

## Antecedentes
Aunque se acepta generalmente que la fecha del edicto es el año 74, el proceso de integración de las ciudades hispanas en el edificio administrativo del Imperio es mucho más antiguo, conociéndose la concesión del derecho latino en las provincias hispanas en tiempos de otros gobernadores y emperadores como César, Augusto, Claudio, etc.
El imperio bajo la autoridad romana se concibió jurídicamente como una conjunción de ciudades-estado en el sentido de comunidades limitadas en espacio, con una población beneficiada con sus derechos propios, adquiridos por diversos medios y méritos.
En principio el concepto político de ciudadanía latina se ideó como medio de integrar a las elites de los territorios anexionados por Roma en el Estado, otorgando algunos de los derechos inherentes de los ciudadanos romanos, sufragio, desempeño de cargos públicos, matrimonio dentro de la gens familiar, etc., aunque también obligaciones, como reclutamiento militar, impuestos, etc. Con el paso del tiempo, en ocasiones pasando por periodos muy violentos —véase guerra Social— la latinidad y la romanidad se irían extendiendo por toda Italia y por territorios galo-cisalpinos (norte de Italia), durante la época republicana y, posteriormente, por el resto del Imperio. Como consecuencia de la concesión del derecho también se buscaba extender las bases donde obtener mayores ingresos fiscales.

## Testimonio de Plinio
Aunque hay otros testimonios indirectos, el más claro referente al edicto lo encontramos en una frase del historiador Plinio el Viejo, en su Naturalis Historia III, 30. Esta frase es:

“Universae Hispaniae Vespasianus Imperator Augustus iactatum (o iactatus) procellis rei publicae Latium tribuit”

El texto viene a decir que el emperador Vespasiano concedió a toda Hispania el derecho Latino, sacudido por las tormentas del Estado" (o bien, con iactatus, en momentos difíciles para él mismo).

## Interpretaciones
La interpretación de esta frase no está exenta de polémica entre los investigadores, debido a que los manuscritos que transmiten el texto de Plinio a veces difieren en el uso de los términos concretos, por ejemplo, para el término “iactatum”, en ocasiones “iactatus”.

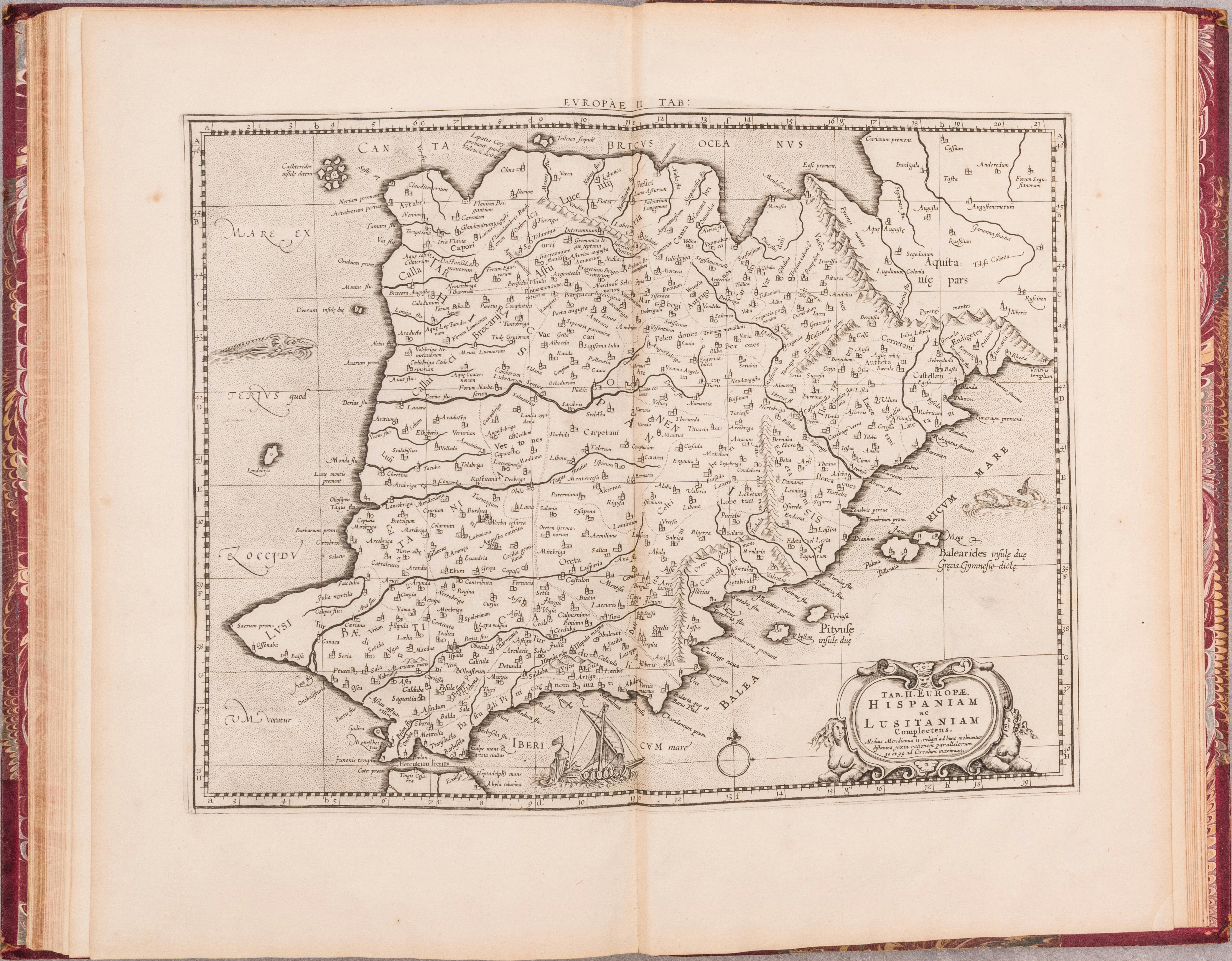
Hispania según reproducción realizada en 1730 del mapa original de Claudio Ptolomeo (Geographia est. 150 d.C), en el que se aprecian las numerosas comunidades urbanas de las provincias hispanas en el, muchas promocionadas a municipios por el edicto de latinidad.

La traducción e interpretación en uno u otro sentido influye incluso en la datación del edicto, puesto que su alcance puede situarlo en momentos en los que Vespasiano tuvo una gran necesidad de apoyo en las provincias, como en el año 70-71, cuando el poder imperial debe estabilizarse tras el tormentoso año 69, el año de los cuatro emperadores, o bien durante el conflicto bélico mismo, lo que llevaría la concesión al año 69. mientras que la mayor parte de los historiadores sitúan el edicto en el año 74, cuando Vespasiano junto a su hijo Tito, asociado al trono en igualdad de condiciones, emprendieron una serie de reformas administrativas por todo el Imperio, y también en las provincias hispanas.

## Alcance del edicto
Con las mismas dificultades se encuentran los investigadores a la hora de determinar si el derecho de ius latii contenido en el edicto lo disfrutarían los ciudadanos a título individual o como parte de una comunidad privilegiada, así como si el efecto fue inmediato o se desarrollaría a través de leyes posteriores como en el caso antes mencionado de los socii (aliados) itálicos en época republicana, durante la guerra Social, aunque, en el muy anterior caso de los aliados itálicos, se trataba de ciudadanía romana y no simplemente del ius latii otorgado en los territorios de las provincias hispanas por Vespasiano.
En definitiva, el edicto otorgó la latinidad a toda la península ibérica, y parece ser que por lo menos 350 ciudades hispanas de las zonas más romanizadas pudieron ser organizadas como municipios latinos durante la dinastía Flavia, de lo que dan testimonio muchos textos en bronce, como las de las ciudades de Malaca, Salpensa o Irni. Estas leyes terminarían por eliminar las configuraciones organizativas de los indígenas al ser sustituidas por el efecto urbanizador del modelo romano.